# Charles Somers-Cocks (3e comte Somers)
Charles Somers-Cocks, 3e comte Somers (14 juillet 1819 – 26 septembre 1883), connu comme l'honorable Charles Cocks de 1819 à 1841, et vicomte Eastnor de 1841 à 1852, est un homme politique Britannique du Parti Conservateur, puis Libéral.

## Biographie
Il est le fils de John Somers-Cocks (2e comte Somers), et son épouse Caroline Harriet, fille de Philip Yorke (3e comte de Hardwicke). En tant que conservateur, il est élu à la Chambre des Communes comme député pour Reigate lors d'une élection partielle en février 1841 (succédant à son père), un siège qu'il occupe jusqu'en 1847. En 1852, il succède à son père comme comte et prend son siège à la Chambre des lords. Il sert comme whip à la Chambre des Lords, de 1853 à 1855 dans le gouvernement de coalition de Lord Aberdeen et de 1855 à 1857 dans le gouvernement libéral de Lord Palmerston.
Il épouse Virginie, fille de Jacques Pattle, en 1850 ; elle est la sœur de Julia Margaret Cameron (née Pattle), photographe bien connue de l'ère victorienne. Lord Somers et Virginie ont trois filles, dont l'une, Virginie, est morte de la diphtérie à un âge précoce. Sa plus jeune fille, Adeline Marie Somers, épouse George William Russell (10e duc de Bedford), tandis que l'aînée, Isabella Caroline Somers (en), épouse Henry Somerset (1849-1932).
Il meurt en septembre 1883, âgé de 64 ans. Le comté et vicomté d'Eastnor s'éteint. Il est remplacé en son titre de baron Somers par son cousin germain, Philip Reginald Cocks. La comtesse Somers est morte en 1910.